# Sinezona garciai
Sinezona garciai là một loài ốc biển, là động vật thân mềm chân bụng sống ở biển thuộc họ Scissurellidae.